# ديتريش غونتر برنز
ديتريش غونتر برنز (بالإنجليزية: Dietrich Gunther Prinz)‏ (من مواليد 29 مارس 1903 - تُوفي في ديسمبر 1989). كان رائدًا في علوم الكمبيوتر، وهو معروف لعمله على أجهزة الكمبيوتر البريطانية في وقت مبكر في فيرانتي، وعلى وجه الخصوص تطويره أول برنامج شطرنج محدود في عام 1951.

## حياته
ولد بريز في برلين، ألمانيا في عام 1903. درس الفيزياء والرياضيات في جامعة هومبولت في برلين حيث كان ماكس بلانك وألبرت أينشتاين من بين معلميه. ذهب في البداية للعمل على التصميم الإلكتروني في Telefunken.
ترك ألمانيا للانضمام إلى GEC في ويمبلي كباحث في تكنولوجيا الصمامات. خلال الحرب العالمية الثانية، تم اعتقاله في كندا. أصبح برنز مواطن بريطاني في عام 1947 عندما عاد للعمل في ليدز في شركة باوين للأجهزة.
تم تجنيد برينز إلى مصنع فيرانتي في موستون، مانشستر، في عام 1947 من قبل إريك غروندي الذي كان يقوم بتأسيس فريق لدراسة الاستخدامات المحتملة لأجهزة الكمبيوتر الإلكترونية. بعد حصول فيرانتي على عقد لبناء نسخة إنتاجية من حاسوب مانشستر الذي سيصبح علامة فيرانتي 1. عمل برينز عن كثب مع فريق جامعة مانشستر.
في عام 1948 زار الولايات المتحدة للتعرف على التطورات الحاسوبية حيث التقى دوكلاس هارتري الذي عمل في الكمبيوتر في تخصص SWAC لتطوير UACA لمكتب الولايات المتحدة المعهد الوطني للمعايير والتقنية في جامعة كاليفورنيا (لوس أنجلوس) مع بريبر ايكرت وجون ماكلي الذي عمل في مشروع UNIVAC.
ظل برنز يعمل في قسم البرمجة لمدة ثلاثين عامًا. كما أمضى بعض الوقت في إيطاليا لدعم منشآت فيرانتي هناك.
تعلم برينز البرمجة من الندوات التي قادها آلان تورنغ ومن قبل زملائه الآخرين بما فيهم دونالد ميشي، وكريستوفر ستراشي و دونالد ديفيس. قال برنز عند رؤيته لبرمجة الشطرنج «إن برمجه الشطرنج دليل على الأساليب التي يمكن استخدامها للتعامل مع المشاكل الهيكلية أو اللوجستية في مناطق أخرى، من خلال أجهزة الكمبيوتر الإلكترونية».
كما عمل تورنج على خوارزمية لعب الشطرنج، ولكن عمل بريز كان مستقلاً عن هذا. كان مارك الأول غير مناسب للعب مباراة كاملة من الشطرنج وركز برنز على نهاية اللعبة.
طور برنز أيضا آلات منطقية بسيطة مع المحاضر الفلكي في جامعة مانشستر وولف ميس وعمل أيضا في مجال موسيقى الكومبيوتر.
توفي في ديسمبر 1989.

## حياته الشخصية
كان بريز متزوج ولديه طفلان.

## وصلات خارجية
- Dietrich Prinz on Chess Programming Wiki